# Ли, Софус
Ма́риус Со́фус Ли (норв. Marius Sophus Lie; 17 декабря 1842, Нордфьордейд, Норвегия — 18 февраля 1899, Кристиания, ныне Осло, Норвегия) — норвежский математик. Дядя члена-корреспондента Российской академии наук Йохана Германа Ли Фогта.
Ли создал значительную часть теории непрерывной симметрии и использовал её в изучении геометрии и дифференциальных уравнений (см. ст. «Групповой анализ дифференциальных уравнений»).
Его первая математическая работа, Repräsentation der Imaginären der Plangeometrie, была опубликована в 1869 году Академией наук в Кристиании, а также в журнале Crelle’s Journal.
Получил степень доктора философии в университете Осло в 1872 за работу О классах геометрических преобразований, стал почётным членом Лондонского математического общества в 1878 и членом Лондонского королевского общества (1895).
Основным инструментом Ли и его главным открытием было то, что непрерывные группы преобразований (называемые в честь него группами Ли) можно понять лучше, линеаризуя их и изучая образующиеся векторные поля (так называемые инфинитезимальные генераторы). Генераторы подчиняются линеаризованной версии группового умножения, называемой теперь коммутатором, и имеют структуру алгебры Ли.
Награждён Казанским физико-математическим обществом премией Лобачевского (1897).
Софус Ли умер в возрасте 56 лет из-за пернициозной анемии, болезни, вызванной нарушением всасывания витамина В12.